# 法比奧·福尼尼
法比奧·福尼尼（Fabio Fognini，1987年5月24日—），是一位義大利職業網球運動員。他目前已經獲得九座男子單打賽事冠軍，除了一座在硬地之外，其餘八座都是紅土場地賽事，包括2019年蒙地卡羅大師賽，他是第一位奪得大師賽頭銜的義大利網球選手。另外還擁有10項單打賽事亞軍。

## 外部連結
- 法比奧·福尼尼（英文/西班牙文）的官方資料
- 法比奧·福尼尼的國際網球總會 職業／青少年 官方資料（英文）
- 法比奧·福尼尼的官方資料（英文）